# Siraitia sikkimensis
Siraitia sikkimensis là một loài thực vật có hoa trong họ Cucurbitaceae. Loài này được (Chakrab.) C. Jeffrey ex A.M. Lu & J.Q. Li miêu tả khoa học đầu tiên năm 1993.